# Lophocolea parca
Lophocolea parca là một loài rêu tản trong họ Lophocoleaceae. Loài này được (Gottsche) Fulford & Sharp miêu tả khoa học lần đầu tiên năm 1990.